# باد زالتسدتفورت
باد زالدتفورث (بالألمانية: Bad Salzdetfurth) هي بلدة ألمانية تقع في ألمانيا في هيلدسهايم. يقدر عدد سكانها بـ 15,223 نسمة .

## توأمة
لباد زالتسدتفورت اتفاقيات توأمة مع:
- بنو قاسم